# Conotrachelus invadens
Conotrachelus invadens (ang. Hickory nut curculio) – gatunek chrząszcza z rodziny ryjkowcowatych.

## Zasięg występowania
Ameryka Północna, występuje w zach. Teksasie (hrabstwa Brewster, El Paso, Presidio i Reeves).

## Budowa ciała
Osiąga zwykle 5 mm długości. Ciało mocne, krępe, pokryte niezbyt gęsto małymi, wąskimi łuseczkami koloru ochrowego, oraz szerszymi koloru białego. Pokrywy pokryte rzędami krótkich, stojących włosków.
Ubarwienie ciała matowo bordowe.